# Attentat in Kloten
Beim Attentat in Kloten wurde am 18. Februar 1969 am Flughafen Zürich-Kloten ein El-Al-Flugzeug von vier Fatah-Attentätern beschossen, wobei der Copilot und ein Attentäter starben. Das Attentat lässt sich in die Terroranschläge der PLO durch die PFLP einreihen.
Am 18. Februar 1969 gingen vier Terroristen der Volksfront zur Befreiung Palästinas (PFLP), der Jordanier Abdel Mohsen Hassan (32-jährig), Amina Dahbour (26-jährig), Ibrahim Youssef und Mohamed Abu al-Heiga, mit automatischen Waffen auf das Vorfeld des Flughafens Zürich. Sie beschossen daraufhin eine Boeing 720B der El-Al. Mordechai Rachamim, ein Angestellter des israelischen Geheimdienstes, feuerte mit der Pistole zurück und tötete Abdel Mohsen Hassan. Die drei anderen Attentäter, zwei Männer und eine Frau, wurden verhaftet.
Gegen die Attentäter wurde danach ein Prozess vor einem Geschworenengericht in Winterthur geführt. Die drei Attentäter wurden zu je zwölf Jahren Freiheitsstrafe verurteilt. Routinemässig wurde im selben Prozess Rachamim wegen Tötung angeklagt und freigesprochen.
Sie wurden ein Jahr später durch eine koordinierte Aktion der PFLP freigepresst. Die PFLP entführten je ein Flugzeug der Swissair, der britischen BOAC und der amerikanischen TWA und zwangen sie, in der jordanischen Wüste in Zarqa zu landen, um die Maschinen anschliessend zu sprengen.
Die Attentäter beriefen auf den Schweizer „Freiheitskämpfer Wilhelm Tell“, was den Schriftsteller Max Frisch zu seinem Prosawerk Wilhelm Tell für die Schule inspirierte, eine Uminterpretation von Friedrich Schillers Drama Wilhelm Tell.

## Dokumentationen
- Fritz Muri: Als die Schweiz den Atem anhielt: Im Fadenkreuz des Terrors. (Memento vom 4. Januar 2014 im Internet Archive) In: DOK, Schweizer Fernsehen, 2. August 2011; (Online-Video, 37 Minuten)